# Zecas (mestre de cerimônias)
Zecas (em grego: Ζηκας) ou Zique (em parta: zy’k; romaniz.: *Zīg; em grego: Ζικ ou Ζιχ; romaniz.: Zik ou Zich) foi um oficial persa do século III, ativo no reinado do xá Sapor I (r. 240–270). 

## Nome
Zecas (Ζηκας, Zēkas) ou Zique (Ζικ / Ζιχ, Zik ou Zich) são as formas gregas do persa médio Ziaque (Ziyak) e do parta Zigue (Zīg [zy’k]), que derivaram do iraniano antigo *Jiaca (J̌ī̆yaka-), "vivido". Foi registrado em armênia como Zique (Զիկ, Zik).

## Vida
Zecas é conhecido apenas a partir da inscrição Feitos do Divino Sapor segundo a qual era mestre de cerimônias (dipnoclétoro; niwēδbed em parta e ayēnīg em persa médio). Aparece na lista de precedência da corte do xainxá Sapor I (r. 240–270) e está classificado na vigésima sexta posição dentre os 67 dignitários citados.